# Pinckard Table
Der Pinckard Table ist ein vereister und bis zu 1640 m hoher Tafelberg im ostantarktischen Viktorialand. Er erstreckt sich über eine Länge von 13 km und eine Breite von 5 km zwischen dem Styx-Gletscher und dem Burns-Gletscher.
Der United States Geological Survey kartierte ihn anhand eigener Vermessungen und Luftaufnahmen der United States Navy aus den Jahren von 1955 bis 1963. Das Advisory Committee on Antarctic Names benannte ihn 1968 nach William Pinckard, Biologe auf der McMurdo-Station von 1965 bis 1966.